# Mobile Suit Zeta Gundam
Mobile Suit Zeta Gundam (機動戦士Ζガンダム Kidō Senshi Zēta Gandamu?) es una serie animada japonesa de 1985 perteneciente a Gundam, la longeva franquicia Mecha de los estudios Sunrise. Zeta Gundam es la secuela directa de la serie original Mobile Suit Gundam (1979). La serie fue creada y dirigida por Yoshiyuki Tomino, con personajes de Yoshikazu Yasuhiko y Robots creados por Kunio Okawara, Mamoru Nagano y Kazumi Fujita. La serie fue transmitida originalmente en Japón en la cadena Nagoya Broadcasting Network (y sus filiales) entre 1985 y 1986. Más tarde entre 2005 y 2006, la serie fue reproducida y compilada en una trilogía de películas llamada  Mobile Suit Zeta Gundam: A New Translation. La trilogía también fue dirigida por el mismo Tomino, aunque el argumento de esta sufrió cambios que distan del original.

## Argumento
La trama de Zeta Gundam esta cronológicamente ambientada en el año 0087 de la era Universal Century, 8 años después de Mobile Suit Gundam. La serie trata acerca de un grupo rebelde llamado A.E.U.G. (Anti Earth Unit Group, Lit. Grupo Contra la Unión Terrestre, -反地球連邦組織, Han Chikyuu Renpou Soshiki-) que se encuentra luchando contra los Titanes, una Fuerza de combate de Elite creada por la Federación de la Tierra, para cazar remanentes de Zeon, Sin embargo, los Titanes matan a sangre fría a todas las personas que demanden igualdad de derechos entre las personas que viven en la tierra y sus colonias en el espacio.
La historia de Zeta Gundam es narrada desde el punto de vista de Kamille Bidan, un adolescente y piloto novato de mobile suit, cuyos padres, trabajan como ingenieros para la Federación de la Tierra y Los Titanes. Kamille viaja hacia la colonia Green Noa para reunirse con sus padres, pero en el camino es insultado y atacado por Jerid Messa, un oficial de Los Titanes. Súbitamente la colonia es atacada por un equipo A.E.U.G liderado por Quattro Bajeena para robarse a tres Gundam Mk-II que estaban bajo pruebas. Viendo la oportunidad, Kamille se roba el Gundam Mk-II de Jerid Messa para repeler el ataque y sigue a Quattro hasta el Argama, la nave nodriza de los A.E.U.G. Bask Om le ordena a los Titanes que tomen a los padres de Kamille como rehenes para negociar la entrega de los Gundams robados. Jerid no sabe nada acerca del plan de los rehenes y mata por accidente a la madre de Kamille. Por esta y otras razones, Kamille decide unirse a los A.E.U.G.
A medida que se desarrolla el conflicto, Kamille conoce personas de ambos bandos, incluyendo a los Newtypes artificiales de los Titanes y a los líderes Anaheim Electronics que están financiando en secreto a los A.E.U.G. Finalmente los A.E.U.G. lanzan un ataque a gran escala sobre una base de ensamblado de la federación ubicada en Dakar, estallando así una guerra civil en la Esfera Terrestre. Quattro revela su identidad como Char Aznable y presenta evidencia de los abusos de los Titanes, revelando como estos atacaron y asesinaron a los habitantes de una colonia indefensa con gas nervioso. La corte de la Federación de la Tierra juzga las acciones de los Titanes como ilegales y le solicita a los A.E.U.G. que capturen a Jamitov Hirem, el líder de los Titanes.
Después de perder el apoyo de la federación, los Titanes hacen una alianza con sus antiguos enemigos, los remanentes del Principado de Zeon (Ahora conocidos como Axis Zeon) para recuperar control sobre la esfera terrestre. Haman Karn (Líder de Axis Zeon y autoproclamada, sucesora de los Zabi) entra en contacto con los A.E.U.G. y aprovecha políticamente la guerra civil de la Federación de la Tierra para recuperar el control sobre Side III, La antigua Colonia de Zeon.
La participación de Axis y el asesinato de Jamitov por parte del comandante Paptimus Scirocco dan paso a una batalla en La base central/colonia de los Titanes, que ahora ha sido modificada para ser una colonia láser. La guerra termina cuando Kamille, pilotando al robot Z Gundam, mata a Scirocco. Los A.E.U.G. destruyen la nave insignia de Sciroco y casi a todos los Titanes. Sin embargo, Kamille termina psicológica mente afectado. Aunque Kamille y el Zeta Gundam sobreviven a la batalla sin ningún daño físico, Kamille termina en un estado de amnesia y de locura.
La serie termina con La Federación de la Tierra y los A.E.U.G. sufriendo los efectos de la batalla anterior, enfrentándose al ejército de Axis Zeon, dando paso a la trama de Mobile Suit Gundam ZZ.

## Producción
Yoshiyuki Tomino plasmo todas sus frustraciones en Zeta Gundam. Tomino creó el anime con la idea de decirle a los espectadores "Hey, vean mi nuevo Gundam, jóvenes. Por que no les gustaría verlos en Z?" Tomino tiene sentimientos mixtos sobre Zeta Gundam. A Tomino no le gusta la serie y piensa que la historia debió de haber terminado con la serie original. Sin embargo , Tomino notó que gracias a Zeta Gundam la franquicia se hizo más popular.
| Equipo de Producción Completo | Equipo de Producción Completo                                                                                     |
| ----------------------------- | --- |
| Concepto Original             | Yoshiyuki Tomino Hajime Yatate                                                                                    |
| Productores                   | Kenji Uchida (Sunrise) Kuniaki Ohnishi (Sotsu) Toru Moriyama (Nagoya TV)                                          |
| Estudio                       | Sunrise |
| Director                      | Yoshiyuki Tomino                                                                                                  |
| Escritor/Guion                | Yoshiyuki Tomino Akinori Endo Hiroshi Ohnogi Miho Maruo Minoru Onoya Tomoko Kawasaki Yasushi Hirano Yumiko Suzuki |
| Diseño de Personajes          | Yoshikazu Yasuhiko                                                                                                |
| Diseño de Vestuario           | |
| Diseño de Robots y Máquinas   | Kunio Okawara Mamoru Nagano Kazumi Fujita                                                                         |
| Director Artístico            | Jyunichi Higashi                                                                                                  |
| Fotografía                    | |
| Música                        | Shigeaki Saegusa                                                                                                  |
| Director de Sonido            | |
| Empresas Asociadas            | |

## Difusión

### Manga
En 1994 la serie fue adaptada a un manga de tres volúmenes por la editorial Kodansha y publicada en la revista Comic Bon Bon en 1994.
Este manga recibió un remake titulado como Mobile Suit Zeta Gundam Define (機動戦士Ζガンダム Define Kidō Senshi Zēta Gandamu Define?), escrito e ilustrado por Hiroyuki Kitazume y serializado en la revista Gundam Ace el 25 de junio del 2011. El manga es un remake más preciso y contiene algunos cambios en la historia.

### Películas Compilatorias
Entre 2005 y 2006 la serie de 50 episodios fue compilada en tres películas como parte de las celebraciones del 25 aniversario de la franquicia Gundam(empalmado con el 20 aniversario de Zeta Gundam). Esta trilogía de películas se titula como Mobile Suit Zeta Gundam: A New Translation. Según Yoshiyuki Tomino, las películas fueron creadas para corregir algunos problemas identificados en la serie de televisión y para enmarcarla en un contexto moderno para una nueva generación de fanáticos que estaban presenciando el auge de la franquicia, con series como Mobile Suit Gundam SEED. La primera película, Herederos de las Estrellas, se estrenó el 28 de mayo de 2005, seguida por Amantes, el 29 de octubre del 2005. La última película, El Amor es el Pulso de la Estrellas fue estrenada el 6 de marzo de 2006.
La serie de televisión Mobile Suit Zeta Gundam fue digitalmente remasterizada con nuevo material. La primera película fue remasterizada con nuevo material en un 33%, la segunda en un 70% y la tercera en un 80%. Sin embargo, algunos sucesos que se ven en las películas difieren dramáticamente con los de la serie de televisión. Algunos sucesos de la serie televisiva fueron editados o removidos para que las películas pudieran discurrir más fluidamente, cosa que no se hizo en la trilogía anterior. Del mismo modo, el destino de algunos personajes en la serie televisiva fue cambiado por completo, sobre todo el del protagonista Kamille Bidan: Al final del Anime, Kamille acaba en estado vegetativo y danos cerebrales después de su batalla con Paptimus Sirocco. Sin embargo, al final de la trilogía Kamille sobreive al conflicto de Gryps sin daño alguno. En adición a ello, varios gundams diseñados después del final de la serie fueron introducidos en las películas.
La banda sonora del Anime compuesta por Shigeaki Saegusa fue reutilizada en las películas, con la inclusión de nuevas canciones compuestas por el artista de J-pop Gackt. El video musical del tema de apertura de la primera película ("Metamorphoze") presentaba a Gackt cantando la canción dentro de la cabina de un Mobile Suit en medio de un combate.
Casi todos los actores que participaron en la serie de televisión reinterpretaron sus respectivos papeles. Yō Inoue (fallecida en 2003) recibió un crédito póstumo; una grabación de su voz fue utilizada para un cameo de Sayla Mass en la tercera película. Se realizaron algunos cambios en el reparto de actores. por ejemplo, Yukana reemplazó a Saeko Shimazu como Four Murasame, Satomi Arai sustituyó a Miyuki Matsuoka como Fa Yuiry, y algunos otros. Estos cambios generaron controversia en los fanáticos, pues estos sospecharon que Yukana usó su relación con el director de sonido Sadayoshi Fujino para conseguir el papel. Las películas fueron un éxito comercial en Japón.

## Reparto
| Personaje                      | Seiyuu             |
| ------------------------------ | ------------------ |
| Kamille Bidam                  | Nobuo Tobita       |
| Fa Yuiry                       | Miyuki Matsuoka    |
| Quattro Bajeena (Char Aznable) | Shuichi Ikeda      |
| Emma Sheen                     | Maya Okamoto       |
| Bright Noa                     | Hirotaka Suzuoki   |
| Apolly Bay                     | Hiroyuki Shibamoto |
| Reccoa Londe                   | Masako Katsuki     |
| Katz Kobayashi                 | Keiichi Nanba      |
| Wong Lee                       | Yukimasa Natori    |
| Amuro Ray                      | Tōru Furuya        |
| Hayato Kobayashi               | Kiyonobu Suzuki    |
| Kai Shiden                     | Toshio Furukawa    |
| Jerid Messa                    | Kazuhiko Inoue     |
| Paptimus Scirocco              | Bin Shimada        |
| Mineva Lao Zabi                | Miki Itō           |
| Four Murasame                  | Saeko Shimazu      |
| Haman Karn                     | Yoshiko Sakakibara |

## Recepción

### Crítica
Desde el final de su transmisión original en 1986, Mobile Suit Zeta Gundam ha sido universalmente aclamada y elogiada por la crítica, y ha teniendo influencia en el género de anime de ciencia ficción, Mecha y Real Robot. Zeta Gundam es considerada aun hoy día como una de las mejores (si no la mejor) series de la franquicia Gundam. The Nihon Review le dio a Zeta Gundam una puntuación de 9/10, declarando que "sin duda alguna una de las mejores encarnaciones de la serie original, así como un hito que solidifico la franquicia por siglos." También concluyeron que es "un clásico que desencadenó un fenómeno que aún está ardiendo con fuerza" y que "Todas las grandes historias son eternas, y Zeta Gundam no es la excepción".

### Popularidad
Durante su transmisión original entre los años 1985 y 1986, Mobile Suit Zeta Gundam experimento los niveles de audiencia más altos en la historia de la franquicia Gundam. de acuerdo con la revista japonesa Weekly The Television, los índices de audiencia de Zeta Gundam promediaron un 6.6% y alcanzaron un 11.7% durante su transmisión original.

## Música
Tema de apertura
- Zeta: Más allá del tiempo (Z・刻をこえて Zeta - Toki wo Koete?) por Mami Ayukawa (episodio 1-24)
- Amor en el Planeta Azul (水の星へ愛をこめて Mizu no Hoshi e Ai wo Komete?) por Hiroko Moriguchi (episodio 25-50)

Tema de cierre
- Cree en el cielo estrellado (星空のBelieve Hoshizora no Believe?) por Mami Ayukawa

Tres álbumes se han comercializado de la música de la serie en 1991 con la etiqueta King Records (キングレコード?): la primera tiene una duración 37 minutos, el segundo 41 y el último 45.